# Fracción la Cuesta
Fracción la Cuesta är en ort i Mexiko.   Den ligger i kommunen Tancanhuitz och delstaten San Luis Potosí, i den centrala delen av landet, 240 km norr om huvudstaden Mexico City. Fracción la Cuesta ligger 129 meter över havet och antalet invånare är 106.
Terrängen runt Fracción la Cuesta är varierad. Runt Fracción la Cuesta är det ganska tätbefolkat, med 207 invånare per kvadratkilometer. Närmaste större samhälle är Tancanhuitz de Santos, 2,0 km söder om Fracción la Cuesta. I omgivningarna runt Fracción la Cuesta växer huvudsakligen savannskog.